# Fakulteta za strojništvo v Ljubljani
Fakulteta za strojništvo Univerze v Ljubljani (kratica UL FS) je fakulteta, ki je članica Univerze v Ljubljani.
Trenutni dekan je Mihael Sekavčnik.

## Organizacija
- Katedra za sinergetiko
- Katedra za strojne elemente in razvojna vrednotenja
- Katedra za energetsko strojništvo
- Katedra za kibernetiko, mehatroniko in proizvodno inženirstvo
- Katedra za izdelovalne tehnologije in sisteme
- Katedra za tehnologijo materialov
- Katedra za toplotno in procesno tehniko
- Katedra za mehaniko
- Katedra za mehaniko polimerov in kompozitov
- Katedra za optodinamiko in lasersko tehniko
- Katedra za tribologijo in sisteme vzdrževanja
- Katedra za dinamiko fluidov in termodinamiko
- Katedra za prenos toplote in snovi ter okoljsko tehniko
- Katedra za menedžment obdelovalnih tehnologij
- Katedra za konstruiranje in transportne sisteme
- Katedra za modeliranje v tehniki in medicini

Fakulteta izvaja visokostrokovni študij v:
- Izredni študij
  - Celju,
  - Portorožu,
  - Tolminu,
  - Novi Gorici,
- Redni študij
  - Novem mestu.

Znotraj vodstva fakultete ima pomembno vlogo tudi Študentski svet Fakultete za strojništvo. Je edini študentski organ, ki samostojno zastopa študente. Služi kot povezava med študenti in profesorji s tem pa pripomore k izboljšanju študija.  